# Салон ста (плакат Мухи, 1897)
«Салон ста» (фр. Salon des Cent) — плакат чешского художника Альфонса Мухи. Этот плакат для первой персональной выставки художника является в то же время прекрасным примером его символического живописного языка. Юная девушка, представляющая собой, очевидно, символ изобразительного искусства, показана держащей в руке кисть и рисовальную доску. На ней изображены символы, которые один из современных художнику критиков определил так: «… сердце, которому глупость угрожает чертополохом, гениальность — тернами и любовь — цветами». В плакате присутствует и аллюзия на происхождение Мухи — обрамлённая маргаритками шляпка девушки является распространённым мотивом народного искусства Моравии.